# Office of Naval Research

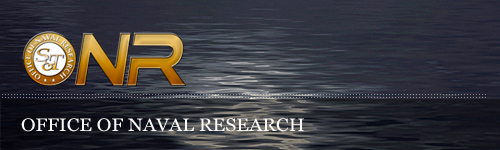
Logo du ONR depuis 2009.

L’Office of Naval Research (ONR, ou Bureau de recherche de la Marine), est un organisme de recherche du Ministère de la Marine des États-Unis. Son quartier général se trouve à Arlington en Virginie. Il coordonne, exécute et promeut les programmes scientifiques et technologiques de la Marine américaine (US Navy) et du Corps des Marines (US Marine Corps) dans les écoles, les universités, les laboratoires de recherches gouvernementaux, ainsi que dans les organisations à but lucratif ou sans but lucratif.
L'ONR rapporte Ministre de la Marine des États-Unis par le biais du Ministre adjoint de la Marine pour la recherche, le développement et les acquisitions (Assistant Secretary of the Navy for Research, Development and Acquisition). En 2011, le directeur de la recherche navale est Nevin P. Carr, alors que le directeur adjoint de la recherche navale est Thomas Murray; qui est aussi le général commandant du Laboratoire fédéral du Corps des Marines sur les techniques de guerre (United States Marine Corps Warfighting Laboratory, MCWL). L'ONR exécute sa mission en collaboration avec les départements de science et technologie, les ONR Corporate Programs, le Naval Research Laboratory (NRL), et l’ONR Global Office.

## Histoire
L'ONR est institué par une loi du Congrès des États-Unis, la Public Law 588, signée par le Président des États-Unis, Harry S. Truman, le 1er août 1946. Sa mission est alors définie ainsi : « planifier, favoriser, et encourager la recherche scientifique en reconnaissance de son importance vitale au maintien de la future puissance navale et à la sécurité nationale ». Elle finance ainsi, par exemple, les premiers travaux en intelligence artificielle de Frank Rosenblatt.
Au début du XXIe siècle, l'ONR poursuit sa mission en finançant, par des contrats de recherche et des subventions, des scientifiques, des « technologistes » et des ingénieurs de premier plan, lesquels effectuent de la recherche fondamentale, du développement technologique et des démonstrations de technologies futuristes. Plus de 50 chercheurs ont reçu un prix Nobel pour leurs travaux financés par l'ONR.

## Galerie de photographies
Les armes et véhicules qui apparaissent sur ces photographies sont réalisés grâce au financement de l'ONR.

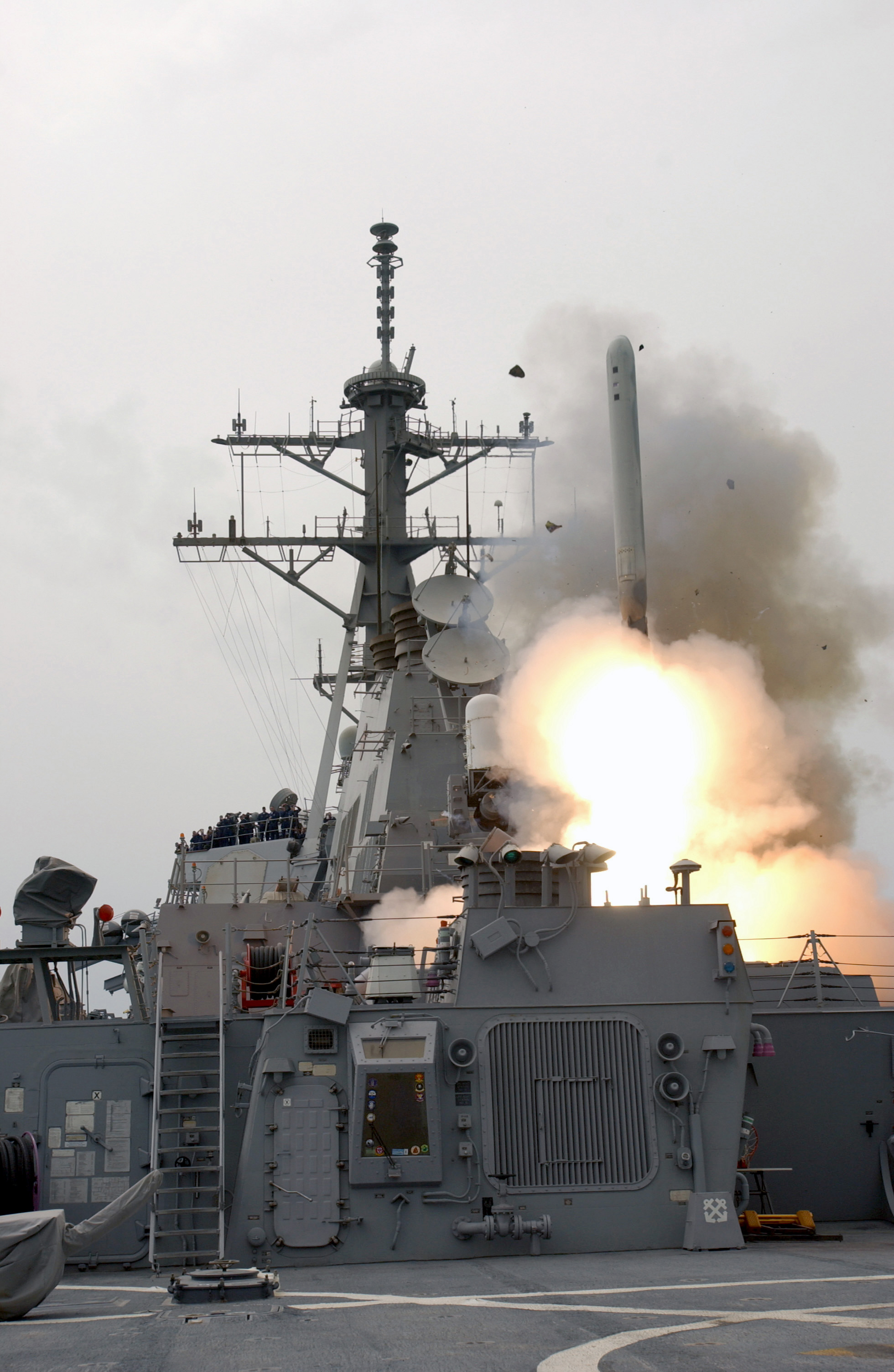
Tir d'un missile BGM-109 Tomahawk TLAM
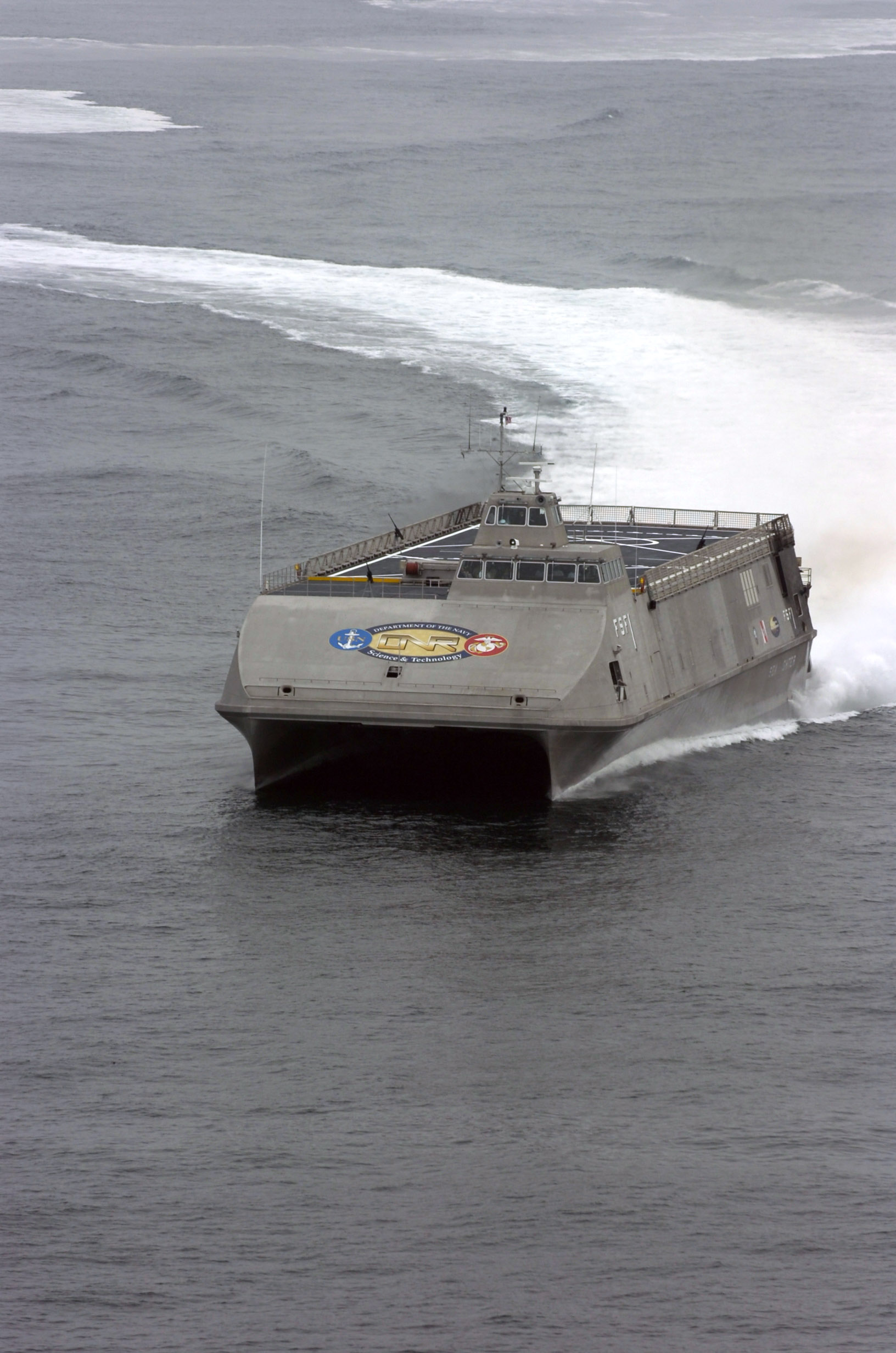
Le Littoral Surface Craft-Experimental LSC(X) est un prototype de catamaran militaire

### Citation originales
1. ↑  (en) « planning, fostering, and encouraging scientific research in recognition of its paramount importance as related to the maintenance of future naval power and the preservation of national security. »